# Василь Журба
Василь Журба (Злий) (рік народження і рік смерті невідомі) — один із отаманів і полковників у селянській війні (1773–1775) під проводом Омеляна Пугачова. За походженням — українець. Не раз організовував масові виступи селян і козаків проти можновладців, зокрема в Старій Самарі (слобода на Запорожжі). Після поразки О.Пугачова наприкінці 1774 понад рік очолював окремі повстанські загони на території Слобідської України. Від 1776 відомостей про Журбу немає.